# Championnat d'Italie de rugby à XV 1954-1955
Navigation
Serie A 1953-1954 Serie A 1955-1956
Le Championnat d'Italie de rugby à XV 1954-1955 oppose les dix meilleures équipes italiennes de rugby à XV. Le championnat débute en 1954 et se termine en 1955. 
Pour la 4e saison consécutive, le tournoi se déroule sous la forme d'un championnat unique en matchs aller-retour. Parme remporte le titre et Brescia est relégué.

## Équipes participantes
Les dix équipes sont les suivantes :
| - L'Aquila - Rugby Parme - Amatori Milan - Petrarca Padoue - Rugby Milano | - Rugby Brescia - Rugby Rovigo - Trévise Garbuio - Rugby Rome - Rugby Rho |

## Résultats
| Rang | Club                | J  | V  | N | D  | Pm  | Pe  | Diff | Pts |
| ---- | ------------------- | -- | -- | - | -- | --- | --- | ---- | --- |
| 1    | Rugby Parma         | 18 | 15 | 2 | 1  | 188 | 32  | +156 | 32  |
| 2    | Rugby Rovigo (T)    | 18 | 12 | 6 | 0  | 171 | 70  | +101 | 30  |
| 3    | Petrarca Padoue     | 18 | 11 | 2 | 5  | 179 | 73  | +106 | 24  |
| 4    | L'Aquila Rugby      | 18 | 8  | 4 | 6  | 79  | 113 | -34  | 20  |
| 5    | Rugby Milano        | 18 | 8  | 3 | 7  | 94  | 103 | -9   | 19  |
| 6    | Amatori Rugby Milan | 18 | 7  | 4 | 7  | 74  | 89  | -15  | 18  |
| 7    | Rugby Rho           | 18 | 3  | 6 | 9  | 75  | 119 | -44  | 12  |
| 8    | Trévise Garbuio     | 18 | 4  | 2 | 12 | 72  | 139 | -67  | 10  |
| 9    | Rugby Rome          | 18 | 4  | 1 | 13 | 94  | 184 | -90  | 9   |
| 10   | Rugby Brescia       | 18 | 1  | 4 | 13 | 44  | 148 | -104 | 6   |

|  | Vainqueur (no 1)         |
|  | Relégué (no 10)          |
|  | T : tenant du titre 1954 |

Attribution des points :  victoire : 2, match nul : 1, défaite : 0.

## Vainqueur
| Entraîneur |                        |                                              |
| Avants     | Pilier                 | Bartoli, R. Botti, Campana, P. Masci, Zibana |
| Avants     | Talonneur              |                                              |
| Avants     | Deuxième ligne         | G. Rossini                                   |
| Avants     | Troisième ligne aile   | Cocconi                                      |
| Avants     | Troisième ligne centre | Tarasconi                                    |
| Arrières   | Demi de mêlée          |                                              |
| Arrières   | Demi d'ouverture       | Andina, Zanardelli                           |
| Arrières   | Centre                 | G. Fornari, Lalatta, Neri                    |
| Arrières   | Ailier                 | Aiolfi, Cattabiani                           |
| Arrières   | Arrière                | Canattieri                                   |